# Calamagrostis ophitidis
Calamagrostis ophitidis es una especie de hierba de la familia Poaceae. Es originaria de Norteamérica.

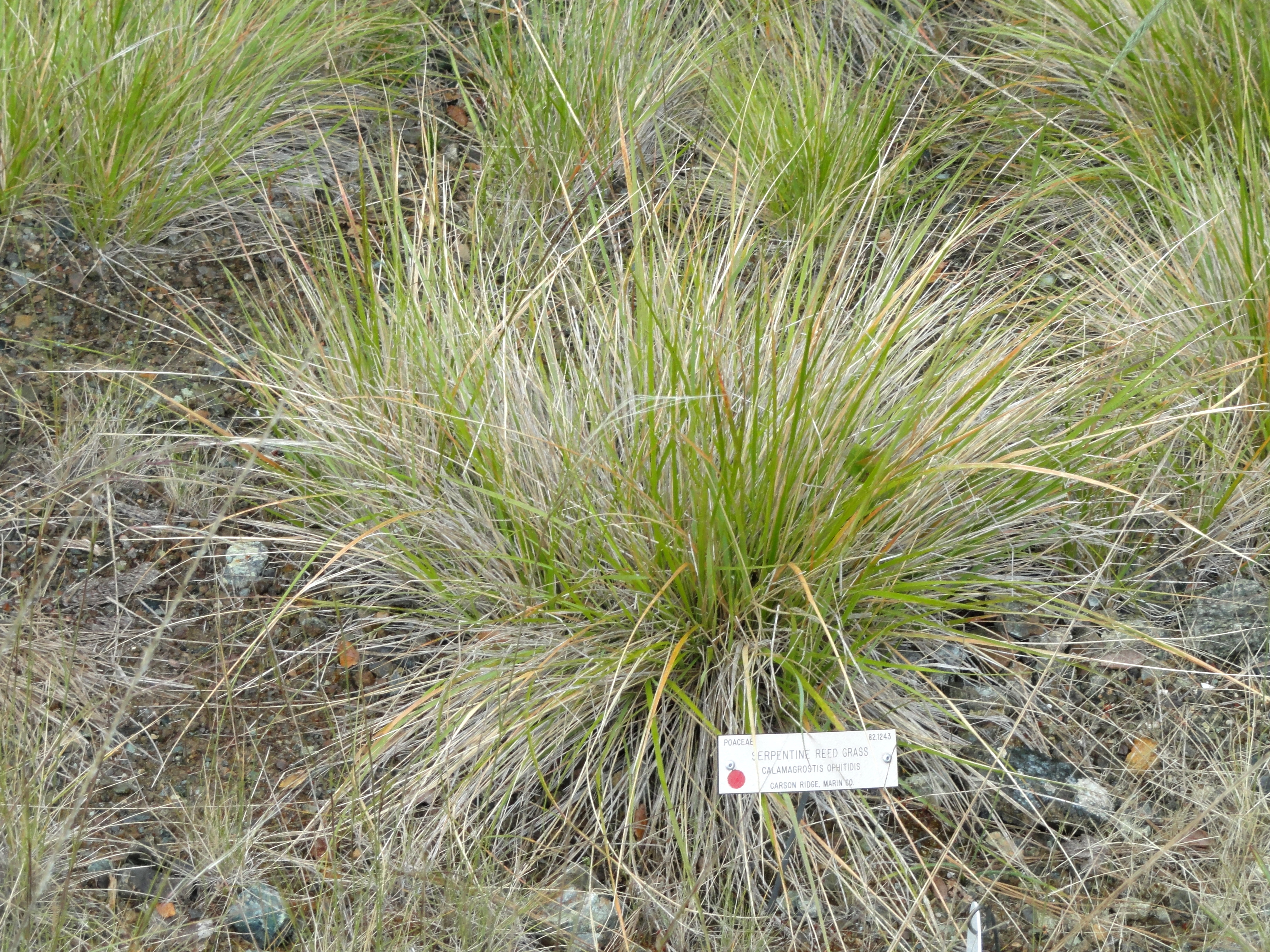
Vista de la planta

## Descripción
Es una planta perenne que forma matas de hierbas que alcanzan alturas de entre 60 centímetros y un metro. La inflorescencia es una densa espiga, escasamente poblada de espiguillas ásperas, de color pálido.

## Distribución y hábitat
Es endémica de California, donde crece en los suelos de serpentina de las laderas de las montañas al norte de la Bahía de San Francisco.

## Taxonomía
Calamagrostis ophitidis fue descrita por (Howell) Axel Nygren  y publicado en Hereditas; genetiskt arkiv. 40: 388. 1954.
Etimología
Ver: Calamagrostis
ophitidis: epíteto geográfico que alude a su localización en Nutca.
Sinonimia
- Calamagrostis purpurascens var. ophitidis J.T.Howell	[2][3]